# Charlotte Hjukström
Charlotte Christina Hjukström, född 24 juli 1959, död 16 oktober 2017 i Mariefred, var en svensk översättare, huvudsakligen från engelska. Hjukström var journalistutbildad och arbetade till en början som sådan och som översättare av facklitteratur, men kom på senare år mest att ägna sig åt översättning av skönlitteratur.
Vid sidan av böcker översatte hon också ett stort antal artiklar för Svenska Afghanistankommitténs tidskrift Afghanistan-nytt.

## Översättningar (urval)
- Ahmed Rashid: Talibanerna - islam, oljan och det nya maktspelet i Centralasien (Svenska Afghanistankommittén, 2000)
- Raewyn Connell: Om genus (översättning tillsammans med Anna Sörmark, Daidalos, 2003)
- Arthur Conan Doyle: De fyras tecken (Bakhåll, 2004)
- Zygmunt Bauman: Samhälle under belägring (Daidalos, 2004)
- Steven Saylor: Romarblod (Wahlström & Widstrand, 2005)
- Bram Stoker: Domarens hus och andra noveller (Bakhåll, 2006)
- Adrian Goldsworthy: Caesar: en biografi (Historiska media, 2007)
- Nancy Dupree: Afghanistan över en kopp te (Svenska Afghanistankommittén, 2008)
- Jane Jacobs: Den amerikanska storstadens liv och förfall (Daidalos, 2005)
- H.P. Lovecraft: Pickmans modell och andra noveller (Bakhåll, 2008)
- Patti Smith: Samla ull (Bakhåll, 2010)
- Tariq Ali: Obamasyndromet (Celanders, 2011)
- Richard Galbraith: Gökens rop (Wahlström & Widstrand, 2014)
- Louise Penny: Begrav dina döda (Modernista, 2016)
- Kate Eberlen: Som om du inte fanns (Norstedts, 2017)